# Eleccions al Parlament Europeu de 1989 (Alemanya Occidental)
Les eleccions al Parlament Europeu de 1989 a Alemanya Occidental van ser les eleccions celebrades el 18 de juny per a escollir als 81 eurodiputats alemanys per a la II legislatura del Parlament Europeu. D'aquests diputats, 78 s'escollien amb sufragi directe i 3 d'ells per part de la Cambra de Diputats de Berlín, per l'estatus especial de Berlín Occidental.
Es van presentar un total de 22 candidatures, 8 més que a les eleccions de 1984, i van resultar electes un total de 6 llistes, entre elles hi havia Els Republicans, un partit conservador de nova creació, i el Partit Democràtic Lliure, que després de perdre la seva representació el 1979 va tornar a aconseguir entrar al Parlament Europeu.

## Resultats
La Unió Demòcrata Cristiana d'Alemanya i la Unió Social Cristiana de Baviera van guanyar per la mínima les eleccions amb 10,7 milions de vots i un 37,99% enfront del Partit Socialdemòcrata d'Alemanya que va aconseguir 10,5 milions de vots i un 37,32%. Els Verds van aconseguir revalidar els seus 7 escons, mentre els liberals del Partit Democràtic Lliure van tornar a entrar al Parlament Europeu amb 4 escons. La sorpresa la va donar Els Republicans, que va aconseguir 6 eurodiputats, la primera i única vegada que van aconseguir representació.
Berlín Occidental, tal com va passar les dues eleccions anteriors i a causa del seu estatus especial, no podia participar de les eleccions. Si bé, el govern de la ciutat va elegir directament tres diputats: 1 de la Unió Demòcrata Cristiana d'Alemanya, 1 del Partit Socialdemòcrata d'Alemanya i 1 de la Llista Alternativa, encapçalada per Els Verds.
| Candidatura                                                                   | Facció europea        | Sufragis   | Sufragis | Escons    | Escons    |
| Candidatura                                                                   | Facció europea        | Vots       | %        | Dip.      | Dif.      |
| ----------------------------------------------------------------------------- | --------------------- | ---------- | -------- | --------- | --------- |
| Partit Socialdemòcrata d'Alemanya (SPD)                                       | UPSCE                 | 10.525.728 | 37,32%   | 30        | ▼ 2       |
| Unió Demòcrata Cristiana d'Alemanya (CDU)                                     | PPE                   | 8.332.846  | 29,54%   | 24        | ▼ 8       |
| Els Verds (GRÜNE)                                                             | CEPV                  | 2.382.102  | 8,45%    | 7         | Es manté  |
| Unió Social Cristiana de Baviera (CSU)                                        | PPE                   | 2.326.277  | 8,25%    | 7         | Es manté  |
| Els Republicans                                                               |                       | 2.008.629  | 7,12%    | 6         | ▲ 6       |
| Partit Democràtic Lliure                                                      | LDRE                  | 1.576.715  | 5,59%    | 4         | ▲ 4       |
| Unió del Poble Alemany - Llista D                                             |                       | 444.921    | 1,58%    |           |           |
| Partit Democràtic Ecològic                                                    |                       | 184.309    | 0,65%    |           |           |
| Partit de Baviera                                                             |                       | 71.991     | 0,26%    |           |           |
| Partit Comunista Alemany                                                      |                       | 57.704     | 0,20%    |           |           |
| Solidaritat alemanya - Unió per al Medi Ambient i la Conservació de la Vida   |                       | 55.463     | 0,20%    |           |           |
| Centre Cristià                                                                |                       | 43.580     | 0,15%    |           |           |
| Partit del Centre                                                             |                       | 41.190     | 0,15%    |           |           |
| Ciutadans Madurs                                                              |                       | 32.246     | 0,11%    |           |           |
| Lliga Cristiana                                                               |                       | 30.879     | 0,11%    |           |           |
| Nova consciència del Partit Holístic-Esotèric d'Alemanya                      |                       | 20.868     | 0,07%    |           |           |
| Partit dels Treballadors Alemanys de la Llibertat                             |                       | 19.151     | 0,07%    |           |           |
| Patriotes per Alemanya                                                        |                       | 12.907     | 0,05%    |           |           |
| Partit Humanista                                                              |                       | 10.885     | 0,04%    |           |           |
| Per l'Europa dels Treballadors i la Democràcia                                |                       | 10.377     | 0,04%    |           |           |
| Partit Marxista-Leninista d'Alemanya                                          |                       | 10.134     | 0,04%    |           |           |
| Confederació d'Obrers Socialistes, Secció Alemanya de la Quarta Internacional |                       | 7.788      | 0,03%    |           |           |
| Vots a candidatures                                                           | Vots a candidatures   | 28.206.690 | 98,94%   | 78        | Es manté  |
| Vots nuls o no vàlids                                                         | Vots nuls o no vàlids | 301.908    | 1,06%    | Bundesamt | Bundesamt |
| Vots emesos                                                                   | Vots emesos           | 28.588.598 | 62,30%   | Bundesamt | Bundesamt |
| Cens total                                                                    | Cens total            | 45.773.179 |          | Bundesamt | Bundesamt |